# Rak Vänster
Rak Vänster är en svensk radikal socialistisk och feministisk tidskrift. Tidningen utges av Vänsterpartiets ungdomsförbund Ung Vänster sedan 1982 och är numera deras interntidning. Ansvarig utgivare är Ung Vänsters förbundsordförande.

## Historik
Dess föregångare var Stormklockan, vilket man förlorade rätten till i domstol efter den tidigare förbundssplittringen 1970 mellan Vänsterns Ungdomsförbund (VUF) och Vänsterpartiet kommunisterna (VPK) (se Marxist-leninistiska kampförbundet).
År 2016 beslutades att tidningen, som tidigare varit en utåtriktad tidning som såldes i lösnummer och prenumerationer, skulle slås ihop med förbundets interntidning Rak Vänster, men fortsätta under namnet Röd Press.  
År 2017  gav Röd Press ut Röd Press-podden som producerades av Elin Morén, Maja Johnsson och Hanna Cederin. 
2021 beslutade kongressen att tidningen skulle byta namn till Rak Vänster.

### Redaktörer
- Peo Rask 1983-86
- Jonas Sjöstedt
- Anna Herdy
- David Öborn Regin -2010
- Miro Anter 2010-2011
- Tove Liljeholm 2011-2016
- Elin Morén 2016-2017
- Maja Johnsson 2017-2018
- Sara Lindberg 2019-2020
- Valeria Karlsson 2020-